# 船舶等型式承認規則
船舶等型式承認規則（せんぱくとうかたしきしょうにんきそく、昭和48年12月14日運輸省令第50号）は、船舶や物件の型式承認や検定について細かく定めた国土交通省令である。船舶安全法に基づいてメーカーや販売業者に対する型式承認や検定を受ける際の申請の手続き、型式承認の基準、検定の準備を定めている。
本規則は次のような構成になっている。
- 第1章 総則
- 第2章 型式承認及び検定
- 第3章 削除
- 第4章 雑則
- 附則